# Viola consobrina
Viola consobrina är en violväxtart som beskrevs av H. D. House. Viola consobrina ingår i släktet violer, och familjen violväxter. Inga underarter finns listade i Catalogue of Life.